# Tee for Two
«Игра для двоих» (англ. Tee for Two) — двадцатый выпуск в серии короткометражек «Том и Джерри». Эпизод был выпущен 21 июля 1945 года.

## Сюжет
Том играет в гольф. В результате его первой игры: пол-леса разрушено. Том делает всё новые и новые безумные попытки ударить по мячу, но после 51-й попытки Том попадает по мячу, и тот попадает в лунку… но сразу оттуда выпрыгивает, потому что в лунке находится Джерри. Джерри убегает с поля, но Том ударяет по мячу, тот летит очень далеко и безошибочно попадает прямо в Джерри, лишив сознания.
Через некоторое время Том использует Джерри в качестве подставки для мяча — садист заставил мышонка держать колышек. Том наносит удар, и в результате на месте Джерри образуется огромная яма. Том смотрит вдаль, пытаясь выяснить, куда же упал мяч — и Джерри успел вскочить на клюшку во время удара и тоже смотрит вдаль. Кот замечает Джерри и окунает его в очиститель для мячей. Мышонок отвечает на это плевком мыльной воды в глаза Тома.
Том готовится к следующему удару. Джерри устанавливает колышек для мяча и сам мяч, и кот делает удар. Том улыбается, думая, что он попал, но мяч летит в большой валун, рикошетит от него и попадает в зубы Тома.
Следующий удар приходится возле двух близко растущих молодых деревьев. Том не может ударить мяч на этой позиции и поэтому раздвигает деревья ногами. Кот ударяет мяч, но деревья снова резко сходятся. Мяч тем временем залетает в дупло, и активирует дерево-однорукий бандит. На слотах появляются три лимона, и на Тома высыпается «джекпот» в виде большого количества мячей. Джерри поменял мяч на яйцо, и Том ударяет по нему. В полёте из яйца вылупляется маленький дятел, который со звуком и скоростью самолёта-истребителя возвращается назад и клюёт Тома. Сердитый Том пытается ударить дятла клюшкой, но тот склёвывает клюшку до самой рукояти и кончик падает Тому на голову, после чего дятел улетает.
Том пытается нанести ещё один удар, но Джерри так выдолбил мяч изнутри, что его не ударить. Поэтому сердитый Том хватает мышонка, напяливает на его голову изуродованный пустотелый мяч и наносит удар. Мышонок приземляется точно возле лунки, но не падает в неё. Том убеждается, что рядом никого нет (некому поймать его на нарушении правил), и сталкивает Джерри в лунку. Наконец, кот подсчитывает количество ударов, и записывает в таблицу число 3, но Джерри высовывается из норы и качает головой: дескать, «ай-яй-яй, как не стыдно!». Том неохотно добавляет в счёт ещё одну тройку, сделав число 33.
Том готовится нанести следующий удар по мячу. Джерри пользуется этим и подвязывает хвост кота к клюшке. Когда Том наносит удар по мячу, он обнаруживает, что сам оказался в лунке по самую голову. Джерри бьёт кота по голове, заставляя его проглотить мяч. Том злобно бежит за Джерри, но раз за разом наступает на свои же собственные, разложенные на земле клюшки, как будто на грабли. Кот наносит удар по мячу, и Джерри улетает в воздух вместе с мячом. Мышонок обнаруживает, что он летит на куске дёрна, и использует его, как бомбардировщик, открыв в куске дёрна «бомболюк» и сбросив мяч на Тома, словно бомбу. Том выкапывает траншею, чтобы защитить себя от «бомбёжки», но обнаруживает, что мяч не взорвался, а просто из мяча выпал совсем крохотный темный шарик. Том взял шарик, думая, что он безобиден, но мячик-динамит сдетонировал (сила этого взрыва просто потрясает).
Кусок дёрна с летящим на нём мышонком врезается в дерево, Джерри убегает в дупло. Том стучит по дереву клюшкой, и Джерри тянет её в дупло. Том свирепо тянет клюшку к себе, но Джерри отбирает её у кота. Том залезает на дерево и Джерри бьет его по заду. В результате на голову Тома, на манер шапки, само собой надевается восковое гнездо диких пчёл. Том чувствует гнездо у себя на голове и паникует. Он снимает его и видит, что все пчёлы облепили его голову на манер Линкольна, и в панике скрывается ото пчёл в кустах, но Джерри уничтожает укрытие кота, обрезав куст газонокосилкой. В результате этого стриженый под пуделя Том прячется от пчёл в озере, с пустотелой трубочкой для дыхания. Джерри свистом привлекает внимание пчёл, перевернув знак «150 ярдов», на обратной стороне которого написано «Угадай, кто?» (знак показывает на речку). Одна пчёлка глядит в трубочку, оттуда в неё плюёт водой Том. Разъярённые пчелы взлетают ввысь и на полной скорости пикируют в трубочку (Джерри «заботливо» вставляет в трубочку воронку, чтобы пчёлам было удобнее), и через трубочку кусачие насекомые проникают в рот Тома. На несколько мгновений наступает тишина, а затем вода из озера взмывает вверх, раскрывая Тома, орущего от боли, вызванной укусами пчёл. Кот выпрыгивает из озера и убегает, прежде чем пчёлы продолжат погоню. Том уже очень далеко… но Джерри ударяет по мячу и безошибочно попадает в голову Тома, едва виднеющегося на горизонте.

## Факты
- Название — это отсылка к известной песне «Tea for Two» 1924 года из мюзикла No, No, Nanette. Она означает «Чай на двоих» и используется в смысле совместного времяпрепровождения.
- Это — второй мультфильм, в котором Том и Джерри играют в спортивные игры, первым был «The Bowling Alley Cat» (Кот из кегельбана).
- В этом мультфильме Том опять не понимает опасности маленькой бомбы (первый раз был в «Воинственный мышонок»).
- Гэг с «одноруким бандитом», который есть в этом эпизоде, будет использован в ещё нескольких сериях.
- В этой серии Джерри ведёт себя более агрессивно, так как когда они соревнуются, Джерри первый жульничать никогда не собирается.
- Судя по серии «Дневник Джерри», действие этого мультфильма происходит 5 апреля, в воскресенье.
- Окончание серии (почти добежавшего до горизонта Тома настигает мяч) такое же, как в серии «Мышиная уборка» (там Том получает угольным булыжником от разгневанной хозяйки).
- Надпись «Угадай, кто?», написанная на обратной стороне знака «150 ярдов» — отсылка к крылатой фразе Вуди Вудпекера.